# Joven Alba
Joven Alba (* 24. August 1969) ist ein philippinischer Poolbillard- und Snookerspieler.

## Karriere

### Poolbillard
Bei der 8-Ball-Weltmeisterschaft 2007 schied Joven Alba in der Vorrunde aus. 2010 hingegen erreichte er das Viertelfinale, das er jedoch gegen Darren Appleton verlor.
Bei der 9-Ball-WM desselben Jahres schied er in der Runde der letzten 64 aus.
Bei der 8-Ball-WM 2011 kam Alba erneut ins Viertelfinale und unterlag dort Appleton.
Im April 2011 wurde er Siebzehnter bei den Beijing Open, im Juni schied er bei der 9-Ball-WM in der Runde der letzten 64 aus.
2012 schied Alba sowohl bei der 8-Ball-WM als auch bei der 9-Ball-WM in der Runde der letzten 64 aus.

### Snooker
Alba nahm auch an einigen Snookerturnieren teil. 2000 erreichte er das Viertelfinale der Amateurweltmeisterschaft und 2005 das Viertelfinale beim Snookerwettbewerb der Südostasienspiele.